# Nanni Loy
Nanni Loy, all'anagrafe Giovanni Loy-Donà (Cagliari, 23 ottobre 1925 – Fiumicino, 21 agosto 1995), è stato un regista, sceneggiatore, autore televisivo e attore italiano.
È noto anche per aver introdotto in Italia la telecamera nascosta nel programma televisivo Specchio segreto, per la Rai, nel 1964.

## Biografia
Nanni Loy lavorò come assistente di Goffredo Alessandrini, Luigi Zampa e Augusto Genina, documentarista, regista e montatore.
Dopo essersi diplomato presso il Centro sperimentale di cinematografia di Roma nel 1948, esordì alla regia con Parola di ladro (1957), umoristico e fine giallo in costume, diretto assieme a Gianni Puccini, con il quale girò l'anno successivo Il marito. Dopo aver consolidato la sua vena umoristica con Audace colpo dei soliti ignoti (1959), si affermò con due film sulla Resistenza: Un giorno da leoni (1961) e Le quattro giornate di Napoli (1962), affresco popolare e vigoroso, per poi dedicarsi alla trasmissione televisiva comica Specchio segreto (1964), prima apparizione italiana del genere della candid camera.
Nel 1971 fu uno degli ottocento firmatari di un documento, pubblicato dal settimanale L'Espresso, che indicava un coinvolgimento del commissario Luigi Calabresi nella morte di Giuseppe Pinelli presso la questura di Milano, misfatto le cui circostanze non furono mai chiarite e per il quale era stata ipotizzata una corresponsabilità.
In qualità di regista si distinse nella sua critica sociale con il film drammatico Detenuto in attesa di giudizio (1971) e con il satirico Sistemo l'America e torno (1974). Dopo Viaggio in seconda classe (1977), per la televisione, realizzò Café Express (1980), Testa o croce (1982), Mi manda Picone (1983), Amici miei - Atto IIIº (1985), Scugnizzi (1989) e Pacco, doppio pacco e contropaccotto (1993). Da ricordare, tra le sue ultime opere, la miniserie televisiva A che punto è la notte (1994) e la regia teatrale di Scacco pazzo.
In radio per due volte fu conduttore di "Voi ed Io" lo storico programma d'intrattenimento radiofonico del mattino tutti i giorni dal lunedì al sabato dalle 9,15 alle 11,30 sul Programma Nazionale Radiorai per un mese intero nel febbraio 1971, ripetendo l'esperienza nel luglio 1976 dalle 9 alle 11 su Radiouno Radiorai (nuova denominazione dell'ex Programma Nazionale Radiorai dopo la riforma del sistema radiotelevisivo avvenuta nel 1975).
Sposato con Bianca Marchesano, Nanni Loy ha avuto quattro figli: Caterina, Francesco (musicista rock del gruppo Loy e Altomare), Tommaso e Guglielmo. Morì all'età di 69 anni per un attacco cardiaco il 21 agosto del 1995 e la sua salma riposa al cimitero del Verano di Roma.

## Filmografia

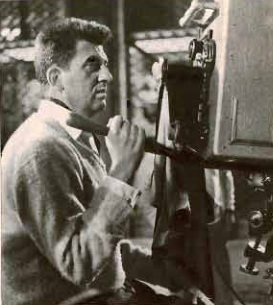
Nanni Loy sul set di Audace colpo dei soliti ignoti

### Regista

#### Cinema
- Parola di ladro, co-regia di Gianni Puccini (1957)
- Il marito, co-regia di Gianni Puccini (1958)
- Audace colpo dei soliti ignoti (1959)
- Un giorno da leoni (1961)
- Le quattro giornate di Napoli (1962)
- Made in Italy (1965)
- Il padre di famiglia (1967)
- Rosolino Paternò, soldato (1970)
- Detenuto in attesa di giudizio (1971)
- Sistemo l'America e torno (1974)
- Signore e signori, buonanotte, co-regia di Age, Benvenuti, Comencini, De Bernardi, Maccari, Magni, Monicelli, Pirro, Scarpelli, Scola - firmato come "Loy" (1976)
- Macchina d'amore, episodio di Basta che non si sappia in giro (1976)
- Italian Superman, episodio di Quelle strane occasioni - firmato come "Anonimo" (1976)
- Insieme (1979)
- Café Express (1980)
- Testa o croce (1982)
- Mi manda Picone (1983)
- Amici miei - Atto IIIº (1985)
- Scugnizzi (1989)
- Pacco, doppio pacco e contropaccotto (1993)

#### Televisione
- Specchio segreto – programma TV (1964)
- Viaggio in seconda classe (1977)
- Gioco di società – film TV (1989)
- A che punto è la notte – miniserie TV (1994)

#### Cortometraggi
- Pittori allo specchio (1950)
- Roma dodici novembre 1994 (1995)

### Sceneggiatore

#### Cinema
- Parola di ladro, regia di Nanni Loy e Gianni Puccini (1957)
- Il marito, regia di Nanni Loy e Gianni Puccini - firmato come "N. Loy" (1958)
- I ladri, regia di Lucio Fulci (1959)
- Audace colpo dei soliti ignoti, regia di Nanni Loy (1959)
- Un giorno da leoni, regia di Nanni Loy (1961)
- Le quattro giornate di Napoli, regia di Nanni Loy (1962)
- Made in Italy, regia di Nanni Loy (1965)
- Il padre di famiglia, regia di Nanni Loy (1967)
- Rosolino Paternò, soldato, regia di Nanni Loy (1970)
- Sistemo l'America e torno, regia di Nanni Loy (1974)
- Signore e signori, buonanotte, co-regia di Benvenuti, Comencini, De Bernardi, Age, Loy, Maccari, Magni, Monicelli, Pirro, Scarpelli e Scola - firmato come "Loy" (1976)
- Café Express, regia di Nanni Loy (1980)
- Testa o croce, regia di Nanni Loy (1982)
- Mi manda Picone, regia di Nanni Loy (1983)
- Amici miei - Atto IIIº, regia di Nanni Loy (1985)
- Scugnizzi, regia di Nanni Loy (1989)
- Pacco, doppio pacco e contropaccotto, regia di Nanni Loy (1993)

#### Televisione
- Specchio segreto, regia di Nanni Loy – programma TV (1964)
- Gioco di società, regia di Nanni Loy – film TV - firmato come "Nanny Loy" (1989)

### Attore

#### Cinema
- Maddalena, regia di Augusto Genina (1954)
- Audace colpo dei soliti ignoti, regia di Nanni Loy (1959)
- Il bastardo della regina, episodio di Le belle famiglie (1964)
- Guglielmo il dentone diretto da Luigi Filippo D'Amico episodio di I complessi(1965)
- Lettera aperta a un giornale della sera, regia di Francesco Maselli (1970)
- Il rompiballe... rompe ancora (Fantasia chez les ploucs), regia di Gérard Pirès (1971)
- Tre canaglie e un piedipiatti, regia di Georges Lautner (1971)
- Incensurato provata disonestà carriera assicurata cercasi, regia di Marcello Baldi (1972)
- Tre tigri contro tre tigri, regia di Sergio Corbucci e Steno (1977)
- La disubbidienza, regia di Aldo Lado (1981)
- Piccole stelle, regia di Nicola Di Francescantonio (1988)

#### Televisione
- Marcovaldo, regia di Giuseppe Bennati – miniserie TV (1970)
- Racconti di fantascienza, regia di Alessandro Blasetti – serie TV (1979)
- Lei è colpevole, si fidi!, regia di Pino Caruso – film TV (1985)

## Riconoscimenti
- Premio Oscar
  - 1964 – Candidatura alla miglior sceneggiatura originale per Le quattro giornate di Napoli

- David di Donatello
  - 1984 – Candidatura al miglior regista per Mi manda Picone
  - 1984 – Candidatura alla miglior sceneggiatura per Mi manda Picone
  - 1990 – Candidatura al miglior regista per Scugnizzi
  - 1990 – Candidatura alla miglior sceneggiatura per Scugnizzi

- Nastro d'argento
  - 1963 – Regista del miglior film per Le quattro giornate di Napoli
  - 1963 – Miglior sceneggiatura per Le quattro giornate di Napoli
  - 1968 – Candidatura al miglior soggetto per Il padre di famiglia
  - 1980 – Miglior soggetto per Café Express
  - 1984 – Miglior sceneggiatura per Mi manda Picone

- Festival internazionale del cinema di Berlino
  - 1972 – Candidatura all'Orso d'oro per Detenuto in attesa di giudizio

- Laceno d'oro
  - 1963 – Miglior regista per Le quattro giornate di Napoli
  - 1984 – Targa d'oro

- Giffoni Film Festival
  - 1990 – Premio François Truffaut

- Globo d'oro
  - 1963 – Candidatura al miglior film per Le quattro giornate di Napoli

- Premio Sergio Amidei
  - 1990 – Miglior sceneggiatura cinematografica per Scugnizzi